# ATP Challenger Guangzhou
Das ATP Challenger Guangzhou (offizieller Name: Guangzhou Nansha International Challenger) ist ein Tennisturnier in Guangzhou, das seit 2008 unregelmäßig ausgetragen. Es ist Teil der ATP Challenger Tour und wird im Freien auf Hartplatz gespielt. Térence Atmane mit zwei Siegen im Einzel und Alexander Kudrjawzew mit zwei Titeln im Doppel sind Rekordsieger des Turniers.

## Liste der Sieger

### Einzel
| Jahr                         | Sieger                 | Finalgegner          | Ergebnis       |
| ---------------------------- | ---------------------- | -------------------- | -------------- |
| 2025                         | Térence Atmane (2)     | Tristan Schoolkate   | 6:3, 7:64      |
| 2024                         | Tristan Schoolkate     | Adam Walton          | 6:3, 3:6, 6:3  |
| 2023                         | Térence Atmane (1)     | Marc Polmans         | 4:6, 7:67, 6:4 |
| 2017–2022: nicht ausgetragen |                        |                      |                |
| 2016                         | Nikolos Bassilaschwili | Lukáš Lacko          | 6:1, 6:76, 7:5 |
| 2015                         | Kimmer Coppejans       | Roberto Marcora      | 7:66, 5:7, 6:1 |
| 2014                         | Blaž Rola              | Yūichi Sugita        | 6:74, 6:4, 6:3 |
| 2012–2013: nicht ausgetragen |                        |                      |                |
| 2011                         | Uladsimir Ihnazik      | Alexander Kudrjawzew | 6:4, 6:4       |
| 2009–2010: nicht ausgetragen |                        |                      |                |
| 2008                         | Björn Rehnquist        | Danai Udomchoke      | 2:6, 7:64, 6:2 |

### Doppel
| Jahr                         | Sieger                                       | Finalgegner                           | Ergebnis          |
| ---------------------------- | -------------------------------------------- | ------------------------------------- | ----------------- |
| 2025                         | Ray Ho Matthew Romios                        | Vasil Kirkov Bart Stevens             | 6:3, 6:4          |
| 2024                         | Blake Ellis Tristan Schoolkate               | Nam Ji-sung Patrik Niklas-Salminen    | 6:2, 6:74, [10:4] |
| 2023                         | Antoine Bellier Luca Castelnuovo             | Ray Ho Matthew Romios                 | 6:3, 7:65         |
| 2017–2022: nicht ausgetragen |                                              |                                       |                   |
| 2016                         | Alexander Kudrjawzew (2) Denys Moltschanow   | Sanchai Ratiwatana Sonchat Ratiwatana | 6:2, 6:2          |
| 2015                         | Daniel Muñoz de la Nava Alexander Nedowessow | Fabrice Martin Purav Raja             | 6:2, 7:5          |
| 2014                         | Sanchai Ratiwatana Sonchat Ratiwatana        | Lee Hsin-han Amir Weintraub           | 6:2, 6:4          |
| 2012–2013: nicht ausgetragen |                                              |                                       |                   |
| 2011                         | Michail Jelgin Alexander Kudrjawzew (1)      | Sanchai Ratiwatana Sonchat Ratiwatana | 7:63, 6:3         |
| 2009–2010: nicht ausgetragen |                                              |                                       |                   |
| 2008                         | Yu Xinyuan Zeng Shaoxuan                     | Phillip King Danai Udomchoke          | 1:6, 6:3, [10:5]  |